# Christian Wilhelm Gericke
Christian Wilhelm Gericke, född 5 april 1742 och död mellan 2 och 3 oktober 1803, var en tysk missionär.
Gericke utsändes 1766 av Society for Promoting Christian Knowledge till Sydindien, där han verkade i den gamla Trankebarmissionens tjänst. Hans arbete, huvudsakligen förlagt till Madras, möttes av stora svårigheter på grund av de oroliga förhållandena i Sydindien men följdes dock av ganska betydande framgångar.

## Fotnoter
1. 1 2  Gemeinsame Normdatei, läst: 24 april 2014.[källa från Wikidata]
2. ↑  Gemeinsame Normdatei, läst: 24 juni 2015.[källa från Wikidata]